# Reims Champagne Basket
Actualités
 (décembre 2020).
Si vous disposez d'ouvrages ou d'articles de référence ou si vous connaissez des sites web de qualité traitant du thème abordé ici, merci de compléter l'article en donnant les références utiles à sa vérifiabilité et en les liant à la section « Notes et références ».
Le Reims Champagne Basket ou RCB, est un club de basket-ball français basé à Reims. Le club a évolue au plus haut niveau du basket-ball français, en Nationale 1A après un titre de champion de France de Nationale 1B. Après une relégation à la suite d'une liquidation judiciaire, le club remonte les différents niveaux de basket-ball français et retrouve l'élite en 2003 après un nouveau titre de champion de Pro B.

## Histoire
Le RCB club fondé le 29 mars 1973 à la suite de la fusion entre stade de Reims Cheminots et de l'Olympique Rémois.
En 1975 le club accède à la (Nationale 2) et voit l'arrivée de Gérard Bosc au titre de Directeur Technique du RCB.
- En mai 1978: Le club change de Président ; Paul de Silvestri succède à Jean Armand, en octobre de la même année le complexe René Tys est inauguré.
- Saison 1979/1980: Gérard Bosc devient entraîneur manager de l'équipe 1. La saison suivante, Francis Charneux est nommé adjoint. Le RCB, vice-champion de France N2, accède en N1, Gérard Bosc, après 8 années au Club, quitte le RCB.
- En mars 1985, l'entraîneur Sacha Stanimirovic est remplacé par Francis Charneux. Philippe Jourdain est élu Président du Comité Directeur du Club en 1988.

Le RCB est sacré Champion de France de N1B (actuelle Pro B) et accède en N1A en 1989. La saison suivante, à mi-parcours du championnat, le RCB est 1er de N1A.
Francis Charneux part en 1990, remplacé par Ernie Signars. André Rieg (fils) devient président et le RCB finit 9e du championnat de N1A. 
En 1991 Jean-Claude Garles devient le nouveau président de Reims et le club gagne sa place pour la Coupe Korać.
Durant la saison 1991-1992 : Défaite au 2e tour de la Coupe Korać contre Il Messagero Rome, mais en mai, le RCB est liquidé par décision du Tribunal de grande instance de Reims. Création du Reims Champagne Basket Amateurs (RCBA), relégué en N4 (actuelle NM3), Bernard Mary en est le Président. 

À partir de 1994, Le RCB entame sa remontée (accession en (Nationale 2) Francis Charneux retrouve le poste d'entraîneur.  
En 1995 le club monte en Nationale 1.  

En 1997, Gérard Bosc est de retour à Reims et devient Président. Bernard Mary est Président Délégué. L'affaire Tomako (2 matches perdus sur tapis Vert) : le RCB rate la Pro B (basket-ball), mais remporte le titre de champion de Nationale 1 (19 victoires consécutives)en 2000. Accession en Pro B. En 2003 le RCB est champion de Pro B et gagne sa place dans l'élite. 
Gérard Bosc laisse son poste de Président à Pierre Marie Libeer qui restera deux années à la tête du club. Le RCB participe à une coupe européenne. En 2007, Pierre Marie Libeer se retire pour raisons professionnelles et Bernard Mary lui succède.
En 2007, le RCB, après une saison très difficile se trouve rétrogradé en Pro B.
Laurent Gaudré a remplacé Francis Charneux comme entraîneur lors de cette dernière saison.
La saison suivante, le RCB poursuit sa chute. Laurent Gaudré est remplacé en cours de saison par Rodrigue MBaye et descend en NM1.
La première saison en NM1 voit le RCB finir au milieu de tableau sous la direction de Laurent Gaudré, de retour dans la cité des sacres.
Lors de la saison 2009-2010, le club accède à la Pro B. L'équipe Pro du Reims Champagne Basket, s'unit avec l'ESPE Basket Châlons-en-Champagne pour former le CCRB Champagne Châlons Reims Basket (CCRB).
Le Reims Champagne Basket "Amateur" continue de former les jeunes basketteurs Rémois, des baby-basket (5 ans) aux Benjamins (12 ans) pour son école de basket, et des minimes(13 ans) aux séniors au sein du Centre de Pré-Formation.
Pour la Saison 2010-2011  Le Reims Champagne Basket Amateur évolue en Pré-National Masculins.

## Entraîneurs successifs
- Bernard Antoine
- Jean Degros
- Gérard Bosc
- Aleksandar "Sacha" Stanimirovic
- Francis Charneux
- Ernie Signars
- Phillippe Mergen
- Jean-Yves Marescal
- Francis Charneux
- Laurent Gaudré
- Rodrigue M'Baye
- Laurent Gaudré
- Franck Ostré (Pré-Nat)

## Palmarès
- Champion de France de Nationale 1B 1989
- Champion de France de Pro B 2003.
- Vice-champion de France de Nationale 2 1986.
- Finaliste de Coupe de France (amateurs) en 1995.
- Champion de Nationale 1 en 2000 et 2010.